# 샌프란시스코반도

위성 사진

샌프란시스코반도(영어: San Francisco Peninsula)는 미국 캘리포니아주에 있는 반도이다. 북쪽 끝에 샌프란시스코가 있다. 서쪽에 태평양이 있고 동쪽에는 샌프란시스코만을 형성하고 있다. 북쪽으로는 골든게이트 해협이 있다. 샌프란시스코만 측에 어느 정도 평지 가 있지만, 그 이외는 기본적으로 샌타크루즈산맥으로 이어지는 구릉지대이다.